# Desiree Duwel
Desiree Duwel (4 oktober 1963 - 2 februari 2012) was een Nederlands scenarioschrijfster.
Duwel behaalde in 1998 haar propedeuse Cultuurwetenschappen aan de Open Universiteit. Tussen 1998 en 2000 voltooide ze de opleiding Nieuwste Geschiedenis aan de Universiteit van Amsterdam. Duwel begon haar carrière als scenarioschrijver in 1998 met de serie Engeltjes op de Belgische televisiezender VT4. In datzelfde jaar begon ze met het schrijven voor de soap Goudkust, waar ze uiteindelijk twee jaar voor zou blijven werken. Na Goudkust werd ze bij meerdere projecten van Endemol betrokken. Tussen 2000 en 2005 was ze projectleider voor de soap Onderweg naar Morgen. In 2005 ontwikkelde Duwel voor Dutch Mountain Movies de dramaserie Zwart, die uiteindelijk nooit het scherm zou halen.
Na haar vertrek bij ONM in 2005 ontwikkelde Duwel samen met Bernard van Sterkenburg de verhaallijnen en karakters voor het eerste seizoen van Gooische Vrouwen. Ook ontwikkelde ze de verhaallijn voor het zesde en tevens laatste seizoen van Rozengeur & Wodka Lime. In 2006 accepteerde Duwel een baan als projectleider bij Goede tijden, slechte tijden. Duwel is de moeder van acteur Teun Kuilboer, die een tijdje bij GTST speelde. Twee jaar later vertrok ze bij de serie om in 2010 weer terug te keren. Ditmaal ging het enkel om het schrijven van dialogen. Duwel is ook bezig geweest met de ontwikkeling van de dramaserie Groen Land. Daarnaast schreef ze het scenario voor de films Dead Body Welcome (regie: Kees Brienen) en Mowgli & Fidel (regie: Janneke van Heesch).
Duwel was ook verantwoordelijk voor de prozi-soap Sam in de Televizier. Na 47 afleveringen werd haar werk overgenomen door collega Hella Jorritsma.
Desiree Duwel overleed op 2 februari 2012 op 48-jarige leeftijd aan een hersentumor.

## Filmografie
- Engeltjes (VT4) - Dialogen (1998)
- Goudkust (SBS6) - Dialogen (1998-2000)
- Onderweg naar Morgen (Veronica/Yorin) - Projectleider (2000-2005) / Dialogen/Storylines (2008-2009)
- Rozengeur & Wodka Lime (Talpa) - Verhaalontwikkeling seizoen 6 (2005)
- Gooische Vrouwen (Talpa) - Karakters en verhaalontwikkeling (2005)
- Goede tijden, slechte tijden (RTL) - Projectleider (2006-2008), Dialogen (2006-2008, 2010)
- Dead body welcome (2013)